# Brookwood
Brookwood est un village semi-rural du Surrey, en Angleterre, situé à environ 5 km à l’ouest de Woking.
Le village est connu pour le cimetière de Brookwood de 500 acres, également appelé London Necropolis. Le village a également donné son nom à l'ancien hôpital victorien de Brookwood, autrefois le principal établissement psychiatrique du Surrey. Depuis sa fermeture en 1994, il a été réaménagé en logements.

## Géographie
Il se trouve à la frontière ouest de l'arrondissement de Woking, avec une petite partie du village dans l'arrondissement de Guildford. Dans le cadre de la révision des limites de 2016, Brookwood est devenu une partie du quartier de Heathlands qui comprend Brookwood, Bridley, Hook Heath, Mayford, Sutton Green et Barnsbury et Wych Hill.
Le village borde Knaphill, de l'autre côté de la route principale A322, qui abrite Brookwood Manor. Le village borde également le canal de Basingstoke avec une série d'écluses. Le camp de Pirbright se trouve à une courte distance à l'ouest, avec les casernes désaffectées de la princesse royale, Deepcut (Princess Royal Barracks, Deepcut) un peu plus à l'ouest. Le village est principalement entouré de landes telles que Sheet's Heath, un site d'intérêt scientifique particulier, Smarts Heath et Brookwood Heath.
La route principale est Connaught Road, une longue route bordée de rangées de maisons mitoyennes (« terraced houses ») victoriennes, une variété de maisons jumelées des années 1930 et de maisons individuelles plus grandes. Connectés à la voie principale, des petits culs-de-sac avec des maisons plus modernes, certaines donnant sur le canal lui-même. Le long de la route, il y a une école primaire qui a été créée en 1906.